# Yoan (artiste)
Yoan Garneau est un auteur-compositeur-interprète né le 10 mai 1995 à Ferme-Neuve, Quebec, Canada.
Il est le grand gagnant de la deuxième saison de La Voix, diffusée au Réseau TVA. Son premier album, Yoan, a été lancé le 23 mars 2015 et s'est vendu à 33 926 exemplaires à sa première semaine, ce qui représente l'un des meilleurs départs pour un artiste québécois depuis 2012.

## Biographie

### La Voix
Yoan a été révélé à la deuxième saison de La Voix, diffusée au Réseau TVA à l'hiver 2014. Repêché dans l'équipe d'Isabelle Boulay, alors que trois des coachs se sont retournés pour l'avoir dans leur équipe, il a retenu l'attention du public grâce à sa voix particulièrement grave. Durant son parcours vers la finale, il a interprété des succès comme Live Forever de Billy Joe Shaver, Islands in the Stream de Dolly Parton et Kenny Rogers, Baby What You Want Me to Do de Jimmy Reed, Je t'aime évidemment, chanson écrite par son père et la chanson écrite spécialement pour lui par le mentor Luc De Larochellière, T'aimer trop, qui lui a permis de remporter la deuxième saison de l'émission.

### Premier album
Après La Voix, Yoan a décidé de se retirer pour préparer son premier album. Il est retourné chez ses parents à Ferme-Neuve et a écrit plusieurs chansons , dont une avec son père Sylvain Garneau.
Le premier album de Yoan a été lancé le 23 mars 2015. Réalisé par Rick Haworth, l'opus contient 13 chansons, 9 en anglais et 4 en français. Du lot, l'artiste en a écrit et composé 7. Deux invités sont présents sur l'album : la coach de Yoan à La Voix, Isabelle Boulay, et la révélation de l'année aux Junos 2014 Brett Kissel. À sa première semaine de vente, l'album s'est écoulé à 33 926 exemplaires, l'un des meilleurs départs pour un artiste québécois depuis 2012. Il a été certifié disque d'or sur le plateau de Salut, Bonjour le samedi 4 avril. Le premier extrait de l'album, Baby What You Want Me to Do, a récolté une mention Réaction forte au palmarès Top 100 Anglo radio correspondants le 6 avril 2015. Le 12 avril, sur le plateau de La Voix, il recevait une certification platine 3 semaines après la sortie de l'album.

## Discographie

### La Voix II(2014)
Sorti le 19 mai 2014

Étiquette : Les Productions J

1. La Voix que j'ai (Isabelle Boulay, Louis-Jean Cormier, Marc Dupré, Éric Lapointe)
2. T'aimer trop (Yoan)
3. Comment je te dirais (Renee Wilkin)
4. Une armée dans ma voix (Rémi Chassé)
5. J'existe (Valérie Lahaie)
6. Je ne pensais pas (Valérie Daure)
7. Qu'est-ce que ça peut ben faire (Marie-Ève Fournier)
8. Seigneur (Mathieu Provençal)
9. Non je ne regrette rien (G'Nee)
10. Whole Lotta Love (Rémi Chassé)
11. Listen (Renee Wilkin)
12. Aimons-nous (Valérie Lahaie)
13. Live Forever (Yoan)
14. La Voix que j'ai version live

### Yoan(2015)
Sorti le 23 mars 2015

Étiquette : Les Productions J

1. Baby What You Want Me to Do
2. That Kinda Guy
3. J'entends siffler le train (en duo avec Isabelle Boulay), adaptation française de 500 Miles
4. My Way Home
5. Good Hearted Woman (en duo avec Brett Kissel)
6. Goodbye Mother
7. Dis-moi
8. Tu m'as manqué
9. T'aimer trop
10. Gonna Fall In Love With You
11. Together Soon
12. One Day
13. Baby What You Want Me to Do (version acoustique)

### Something in my blood(2023)
Sorti le 27 octobre 2023

Étiquette : Spectra Musique

1. I Don't Mind
2. What's The Matter With Me
3. Hard To Hold
4. Best Damn Woman
5. Never Gonna Stop
6. Love Is Mean To Me
7. Something In My Blood
8. Outta Control
9. I Don't Care
10. 23